# Pinanga malaiana
Pinanga malaiana es una especie de palmera endémica de las selvas lluviosas de la península malaya y Sumatra donde crece a una altitud de 800 m de altura.

## Descripción
Pinanga disticha, es una palmera arracimada de porte mediano, con múltiples, esbeltos y verdes troncos, y hojas arqueadas, finamente pinnadas. Es particularmente atractiva cuando fructifica, con sus tallos rojos brillantes y sus frutos negruzcos que pueden ser un punto focal en el sotobosque del jardín tropical.

## Taxonomía
Pinanga malaiana fue descrita por (Mart.) Scheff.  y publicado en Natuurkundig Tijdschrift voor Nederlandsch-Indië 32: 175, en el año 1871.
Etimología
Pinanga: nombre genérico que es la latinización del nombre vernáculo malayo, pinang aplicado a la palma de betel, Areca catechu y especies de Areca, Pinanga y Nenga en la naturaleza.
malaiana: epíteto geográfico que alude a su localización en Malasia.
Sinonimia
- Areca haematocarpon Griff.
- Areca malaiana (Mart.) Griff.
- Pinanga malaiana var. bangkana Becc.
- Pinanga malaiana var. barramensis Becc.
- Pinanga malaiana var. dusunensis Becc.
- Pinanga malaiana var. landakensis Becc.
- Ptychosperma malaianum (Mart.) Miq.
- Seaforthia malaiana Mart.[4]